# 楞厳寺 (綾部市)
楞厳寺（りょうごんじ）は、京都府綾部市舘町楞厳寺にある高野山真言宗の寺院。山号は塩岳山（えんがくさん）。本尊は薬師如来。長井一禾により描かれた四季のカラスの襖絵が有名であり、カラス寺とも呼ばれている。春はミツバツツジ、夏はハスが見どころである。

## 歴史
寺伝によれば、当寺は天平4年（732年）に林聖上人によって創建されたという。創建時は吉祥院という寺名であった。
しかし、南北朝時代の建武4年（1337年）には広大な寺領が奪われたと貞和5年（1349年）の敷地紛失状に書かれている。以後、幾度も兵火にかかって伽藍が焼失し、幾多の時代の変遷により古文書などの多くが散逸し歴代の住職の記録が失われた。
中興開山の盛長法印が住持の時代、元禄16年（1703年）から宝永5年（1708年）にかけて本堂が再建された。

## 境内
- 本堂 - 元禄16年（1703年）から宝永5年（1708年）にかけて再建[1][2]。しかし、柱などの主要部分が松材であったために老朽化し、2002年（平成14年）春に改築に着手。翌2003年（平成15年）秋に完成した[1]。本堂内陣は折上げ格天井で、枠数96面の秋田杉の板に岩絵具で彩色された様々な花の絵が円山応挙直系8代目の日本画家、円山慶祥と弟子・真祥によって描かれている[1]。
- 鐘楼 - 梵鐘は綾部藩に時を知らせる鐘として寛政4年（1792年）に鋳造されたもの。廃藩後、綾部町が保管していたものを1949年（昭和24年）に招致したものである。
- 庫裡 - 宝暦8年（1758年）再建[2]。襖絵は長井一禾により描かれた四季のカラスの襖絵で、四季に分けて30面に描かれている[2]。未学の際は予約が必要である[1]。
  - 春 - 「育雛の間」・両親のカラスが巣にエサを運び、三羽の雛を育てている姿が描かれている。
  - 夏 - 「高野杉に鴉」・高野山に老杉とカラスが描かれている。
  - 秋 - 「湖畔の鴉」・湖のほとりで休息するカラスと川に通じる広大な空間を飛来するカラスが描かれている。
  - 冬 - 「雪中反哺の孝」・巣立ちした三羽のカラスが成長してから親に恩返しする姿が描かれている。
- 山門
- 長池
- 蓮池
- 健康の園新四国八十八ヶ所

## 三古木
いずれも「綾部の古木名木100選」に選ばれた樹木である。
- ツバキ - 樹齢約400年。正面横に植わっている。白、桃色、赤の咲き分けになっている。
- 菩提樹 - 樹齢約500年。初夏に白い花が咲き、後に球形の実ができる。本堂前、裏参道入り口に植わっている。
- サルスベリ - 樹齢約400年。本堂石段を登りつめたところに植わっている。

## 文化財

### 重要文化財
- 絹本著色不動明王像 1幅 - 鎌倉時代。1911年（明治44年）から1912年（明治45年）の間に盗難に遭った[3]。その後海外に流出し、ドイツのケルン東洋美術館（英語版）に保管されている[4]。

### 京都府暫定登録有形文化財
- 絹本著色釈迦十六善神像 1幅 - 南北朝時代。
- 絹本著色愛染明王像 1幅 - 鎌倉時代。

### 綾部市指定有形文化財
- 絹本著色釈迦十六善神画像 1幅 - 室町時代。
- 大般若写経と唐櫃 181巻1合 - 平安時代から安土桃山時代。
- 敷地紛失状 1通 - 南北朝時代。
- 楞厳寺縁起 1巻 - 室町時代。

## 主な行事
- 1月1日 - 修正会
- 1月21日 - 初弘法・柴燈大護摩祈願
- 3月21日 - 春季大師講
- 4月15日 - 無縁経法要
- 8月19日 - 施餓鬼会
- 11月21日 - 秋季大師講
- 12月21日 - 終い弘法

## 前後の札所
関西花の寺二十五霊場
1 観音寺　-　2 楞厳寺　-　3 金剛院
綾部西国観音霊場
13 瑠璃寺　-　14 楞厳寺　-　15 惣持院

## 所在地
- 京都府綾部市舘町楞厳寺6

## アクセス
- JR山陰本線 綾部駅より「あやバス」志賀南北線「舘バス停」下車 東へ徒歩約15分。
- 国道27号線味方交差点から丹波大橋を渡って京都府道8号福知山綾部線を直進。鳥ヶ坪交差点を右折して府道9号線に入る。栗町交差点で右折して、豊里郵便局の手前の道を左折し北へ進む。